# Krom zompmos
Krom zompmos (Drepanocladus kneiffii) is een soort uit de pluisdraadmosfamilie (Amblystegiaceae).

## Determinatie
Het heeft de volgende kenmerken:
- Stengelblad in bovenste centimeter van stengel gebogen (> 20°) en van stengel gemiddeld minder dan 80° gebogen.
- Stengelblad afmeting 0,9–4,9 × 0,3–1,1 mm. Grootste bladbreedte 0,02–0,21 van bladlengte.
- Stengelblad bovenaan stengel aanliggend of weinig	afstaand, 5–40(–50°).
- Stengelblad bovenin niet hol.
- Tweehuizig.
- Meest met groene opstaande stengels.
- Bladnerf 0,33 - 0,86 van bladlengte.
- Bladoren meest vrij duidelijk tot scherp afgebakend.

## Verspreiding
In Nederland is krom zompmos vrij zeldzaam.